# Le Pêchereau
Le Pêchereau là một xã ở tỉnh Indre khu vực trung bộ Pháp. Xã này có diện tích 20,94 km², dân số thời điểm năm 1999 là 1884 người. Khu vực này có độ cao trung bình 110 mét trên mực nước biển.